# Paardeninfluenza
Paardeninfluenza is een besmettelijke virale luchtweginfectie die voorkomt bij gedomesticeerde en wilde paardachtigen.

## Beschrijving
Het virus verspreidt zich wereldwijd en kent net als de menselijke variant voortdurende mutaties. Door het sterk toegenomen transport van paarden is de laatste vijftig jaar de mate van voorkomen verhoogd.

## Symptomen
De ziekte kent hoge koorts waardoor een sloom gedrag ontstaat en een kenmerkende droge hoest en neusuitvloeiing. Door soms tevens optredende secundaire bacteriële infecties kunnen er complicaties aan de luchtwegen optreden die later een chronisch karakter kunnen krijgen.

## Bestrijding
De infectie is te voorkomen door een jaarlijkse inenting. Voor paarden die uitkomen in wedstrijden is die verplicht. Op internationaal niveau wordt zelfs een halfjaarlijkse hervaccinatie vereist.